# Jean Gordon

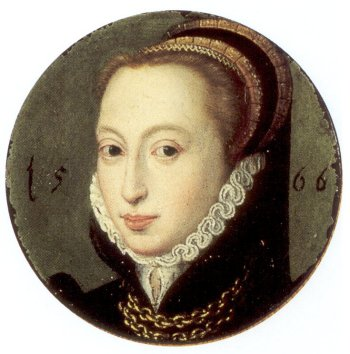
Porträt von Jean Gordon, unbekannter Künstler, 1566

Jean Gordon, Countess of Bothwell, auch Lady Bothwell oder Countess of Sutherland, Vorname auch Jane, (* 1546 in Huntly Castle, Aberdeenshire; † 14. Mai 1629 in Dunrobin Castle, Sutherland) war eine reiche, schottische Adlige des Clan Gordon. Sie war die zweite Frau von James Hepburn, 4. Earl of Bothwell, der nach einer Scheidung von ihr der dritte Ehemann von Königin Maria Stuart wurde. Jean Gordon war insgesamt dreimal verheiratet. Mit der zweiten Ehe wurde sie Countess of Sutherland.

## Leben
Lady Jean Gordon wurde auf Huntly Castle, manchmal auch Strathbogie genannt, in Aberdeenshire als zweitälteste Tochter von George Gordon, 4. Earl of Huntly, dem wohlhabendsten und mächtigsten Landbesitzer in den schottischen Highlands, und Elizabeth Keith geboren. Ihre Großeltern väterlicherseits waren Lord Gordon und Margaret Stewart, eine uneheliche Tochter von König Jakob IV. mit seiner Mätresse Margaret Drummond. Ihre Großeltern mütterlicherseits waren Robert Keith, Master of Marischal und Lady Elizabeth Douglas.
Jean hatte neun Brüder und zwei Schwestern. Die Besitztümer ihres Vaters in den Highlands waren so zahlreich, dass sie denen eines unabhängigen Monarchen nahe kamen. Er wurde 1546, dem Jahr ihrer Geburt, Lordkanzler von Schottland. Der Earl wurde jedoch in der Schlacht von Pinkie Cleugh am 10. September 1547 gefangen genommen und verbrachte einige Zeit in England. Er verfolgte dann eine komplizierte politische Karriere, in der er seine und Schottlands internationale und religiöse Interessen ausbalancierte.
Antonia Fraser beschreibt Jean Gordon als blasshäutig und mit einem langen, klugen Gesicht, dem es an Schönheit und Weichheit fehlte, aber auch mit einem "cool, detached character warmed by a masculine intelligence, and a great understanding above the capacity of her sex." Sie wurde von ihrem Bruder George mit einer großen Mitgift ausgestattet, und sie hatte ein ausgeprägtes Verständnis für den Wert ihrer Besitztümer. Später gelang es ihr, diese Ländereien trotz des Attainders Bothwells zu behalten.

## Ehen

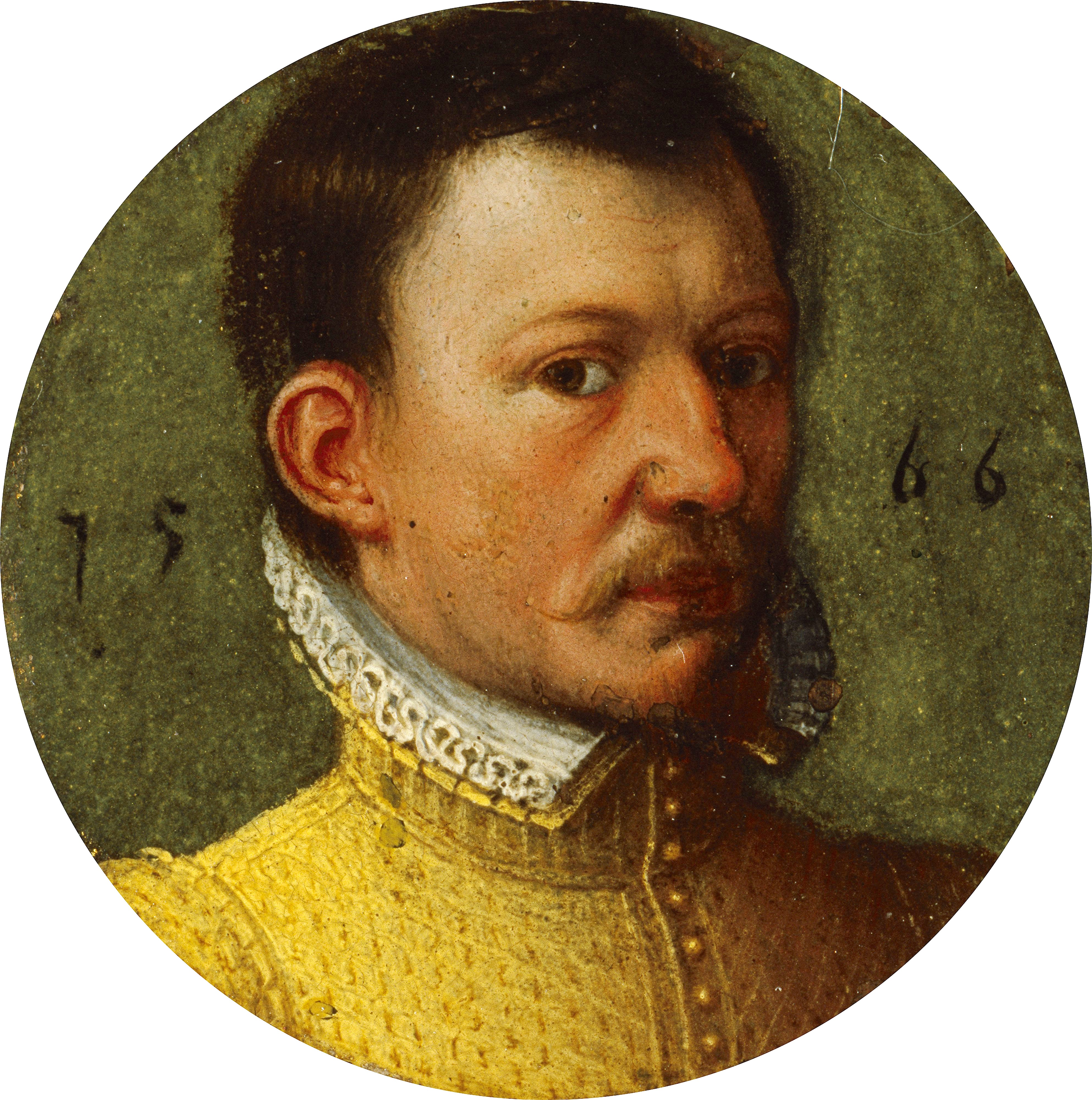
James Hepburn, 4. Earl of Bothwell, unbekannter Künstler, 1566

### Countess of Bothwell
Am 24. Februar 1566 heiratete Jean Gordon, die Katholikin war, James Hepburn, 4. Earl of Bothwell, in einer protestantischen Zeremonie, die offenbar mit großem Pomp gefeiert wurde. Maria Stuart, die die Heirat sehr befürwortete, lieferte silbernen Stoff und weißen Taft für Jeans Hochzeitskleid, obwohl sie gewollt hatte, dass die Hochzeit in der Chapel Royal während einer Messe stattfand. Bothwell weigerte sich jedoch, die Messe am vorgesehenen Lichtmesstag zu besuchen. Ihr Onkel Alexander Gordon, Bischof von Galloway hielt die Predigt während der Zeremonie am Hof im Holyrood Palace.
Ende Februar 1567 wurde Jean schwer krank und war in Gefahr zu sterben. Tatsächlich kündigte ein Botschafter bereits ihren Tod an.
Im selben Jahr, nach intensiver Überredung durch ihren Bruder, der Bothwells Verbündeter war, stimmte Jean zu, die Scheidung von ihrem Mann einzuleiten. Am 3. Mai 1567 wurde vor dem protestantischen Kommissariatsgericht ein Urteil gegen Bothwell wegen seines angeblichen Ehebruchs mit ihrer Magd und Näherin Bessie Crawford erlassen.
Bessie wurde von Jeans Zeugen als eine hübsche kleine Frau beschrieben, 20 Jahre alt, schwarzhaarig und blass, die oft ein schwarzes Kleid trug. Sie war eine Dienerin von Jeans Mutter gewesen und ihr Vater war ein Schmied. Der Ehebruch fand in Haddington Abbey und Crichton Castle statt. Die Ehe wurde am 7. Mai 1567 vom Konsistorialgericht von St Andrews unter Vorsitz des katholischen Erzbischofs Hamilton zusätzlich formell annulliert. Die Annullierung wurde damit begründet, dass Bothwell und Jean keinen Dispens für ihre Ehe erhalten hätten, obwohl sie im vierten Grad blutsverwandt waren. Tatsächlich hatte Erzbischof Hamilton vor der Heirat selbst einen Dispens erteilt. Acht Tage später, am 15. Mai, heiratete Bothwell als dritter Ehemann die verwitwete Maria Stuart, deren verstorbener Ehemann Henry Stuart, Lord Darnley in Kirk o'Field in Edinburgh unter mysteriösen Umständen ermordet worden war, die Bothwell als den Hauptverantwortlichen für das Verbrechen erscheinen ließen. Jean blieb auf Bothwells Schloss Crichton, dessen Hypothek durch ihre eigene Mitgift abgelöst worden war. Nach Bothwells und Maria Stuarts Niederlage schon am 15. Juni 1567 bei Carberry Hill verließ Jean Crichton und kehrte zu ihrer Mutter nach Huntly Castle zurück. Im Dezember wurden Bothwells Titel und Ländereien, darunter auch Crichton Castle, durch einen Act of Parliament wegen Hochverrats verwirkt.

### Countess of Sutherland
Jean heiratete am 13. Dezember 1573 in Huntly Castle zum zweiten Mal Alexander Gordon, 12. Earl of Sutherland, und wurde damit zur Countess of Sutherland. Alexander war zuvor mit Barbara Sinclair, der Tochter seines Vormunds, George Sinclair, 4. Earl of Caithness, verheiratet; aber diese Beziehung war schwierig gewesen und endete in einer Scheidung, als der junge Earl of Sutherland volljährig wurde, offenbar ohne Kinder. Jean und Alexander hatten zusammen sieben (oder möglicherweise acht) Kinder:
- Jane Gordon (* 1574)
- John Gordon, 13. Earl of Sutherland (1575–1615)
- Alexander Gordon, der Ältere, starb als Kind
- Adam Gordon, starb als Kind.
- Sir Robert Gordon of Gordonstoun (1580–1654)
- Mary Gordon (1582–1605)
- Sir Alexander Gordon of Navisdale (* 1585)
- Möglicherweise gab es eine weitere Tochter, die die erste Frau eines gewissen Alexander Gordon of Aikenhead, später bekannt als Gordon of Salterhill, gewesen sein soll.[13]

Innerhalb von zwei Jahren nach der Heirat leitete Jean aufgrund der zunehmenden Erkrankung des Earls die riesigen Ländereien der Sutherlands von ihrem Sitz in Dunrobin Castle aus. Der Earl starb am 6. Dezember 1594. Im Jahr 1630, kurz nach Jean Gordons Tod, wurde der im 19. Jahrhundert im Versailler Stil neu gebaute Garten in Dunrobin noch als Nutzgarten „planted with all kynd of fruits, hearbs and flowers used in this kingdome, and good store of sfaron, tobacco and rosemarie“ beschrieben.

### Dritte Ehe
Fünf Jahre später, am 10. Dezember 1599 heiratete Jean zum dritten Mal: Alexander Ogilvy of Boyne, den Witwer von Mary Beaton, eine aus dem berühmten Quartett der Hofdamen von Maria Stuart, die 1598 gestorben war. Er soll der einzige Mann gewesen sein, den Jean wirklich liebte, da ihre beiden vorherigen Ehen aus politischen Gründen geschlossen worden waren.
Lady Jean Gordon starb am 14. Mai 1629 auf Dunrobin Castle im Alter von 83 Jahren. Sie wurde in Dornoch beerdigt.

## Nachleben
Ihr Sohn Robert Gordon of Gordonstoun schrieb über sie in die Familiengeschichte:

“a vertuous and comelie lady, judicious, of excellent memorie, and great understanding above the capacitie of her sex; in this much to be commended that […] schoe alwise managed her effaris with so great prudence and foresight that the enemeis of the familie could never prevail against her,  ... Further shoe hath by her great care and diligence brought to a prosperous end many hard and difficult business, of great consequence appertyning to the house of Sutherland […] Shoe wes dureing her dayes a great ornament to that familie, […]”

1566 gab der Earl of Bothwell einem Künstler, dessen Name nicht überliefert ist, die erhaltenen Miniaturen in Öl auf Kupfer von Jean und ihm selbst in Auftrag. Sie sind heute im Bestand der National Galleries of Scotland.
Jean Gordon ist ein Charakter im historischen Liebesroman Immortal Queen von Elizabeth Byrd von 1957, der fiktionalen Lebensgeschichte von Maria Stuart.
Die irische Schauspielerin Maria Aitken spielte die Rolle der Jean Gordon, Countess of Bothwell im Film Maria Stuart, Königin von Schottland von 1971 mit Vanessa Redgrave in der Titelrolle.
Judy Chicago widmete ihr eine Inschrift auf den dreieckigen Bodenfliesen des Heritage Floor ihrer 1974 bis 1979 entstandenen Installation The Dinner Party. Die mit dem Namen Jane of Sutherland beschrifteten Porzellanfliesen sind dem Platz mit dem Gedeck für Elisabeth I. zugeordnet.